# Natàlia Anissimova
Natàlia Anissimova   (16 de novembre de 1960), de casada Natàlia Guskova, és una ex-jugadora d'handbol russa que va competir sota bandera de la Unió Soviètica i de l'Equip Unificat, durant les dècades de 1980 i 1990.
El 1988 va prendre part en els Jocs Olímpics de Seül, on guanyà la medalla de bronze en la competició d'handbol. Quatre anys més tard, als Jocs de Barcelona, revalidà la medalla de bronze. En el seu palmarès també destaca una medalla d'or al campionat del món d'handbol de 1982.
A nivell de clubs jugà al Kuban Krasnodar, amb qui guanyà la lliga soviètica de 1989 i 1992 i la Recopa d'Europa de 1987 i 1988; i al Budućnost Podgorica, amb qui una lliga iugoslava.
Es va graduar a la Universitat Estatal de Kuban i el 2001 fou escollida la millor jugadora d'handbol russa del segle xx.